# Leimatbach (Röslau)
Der Leimatbach ist ein über sieben Kilometer langer Bach im nordostbayerischen Fichtelgebirge im Landkreis Wunsiedel, der nach südöstlichem Lauf unterhalb des Arzberger Dorfes Seußen von links in die Röslau mündet.

## Geographie

### Verlauf
Der Leimatbach entsteht im Westen des Gemeindegebiets von Markt Thiersheim jenseits der Bundesautobahn 93 und etwa 400 Meter vor der  hart an der Gemeindegrenze liegenden Einöde Kleehof. Dort beginnt in einer Wiese auf etwa 582 m ü. NHN ein ungefähr südsüdöstlich ziehender, kahler Graben, der nach 300 Metern unter der Autobahn durchgeleitet wird. In flacher Mulde fließt der Bach nun in weniger als einem Viertelkilometer Abstand an der Autobahntrasse entlang. Dabei passiert er das Dorf Wampen in ähnlichem Abstand links am Unterhang unter offenen Hügeln, während unmittelbar hinter der Autobahn ein größeres Waldgebiet liegt. Danach tieft sich das Tal etwas stärker ein und verengt sich, überwiegend links liegt nun unterhalb eines kleinen Hangwaldes das Dorf Putzenmühle und eine Gehölzgalerie begleitet nun den Leimatbach. Ohne Siedlungslücke schließt sich Leutenberg an Putzenmühle an, gegenüber mündet bei einigen Kleinweihern ein kleines Fließgewässer aus einer Flurbucht jenseits der Autobahn.
Der Bach weicht durch Leutenberg von der Fernverkehrsstraße nach Ostsüdosten ab. Am Ortsende wird er von der Autobahnabfahrt in Richtung Arzberg gequert (WUN 17) und verläuft dann ein Stück weit mit kleinräumigen Richtungswechseln durch eine Ansammlung von Teichen zu beiden Seiten. Er lässt links bei einem größeren See in der Aue den bisher stets nahen Waldrand rechts hinter sich, wird von der Straße Korbersdorf–Grafenreuth überquert und erreicht dann die Waldinsel Hohlberg im Gebiet der Kleinstadt Arzberg, an deren Anfang von links auf der Kommunalgrenze ein etwa 1,2 km langer Bach zufließt, der zwischen Grafenreuth und dem Arzberger Dorf Garmersreuth entspringt. Den etwa ein Drittel Quadratkilometer großen Wald durchfließt der Leimatbach in natürlichen Richtungswechseln, danach verläuft er im offenen Gelände wieder in einem gezogenen Graben unter einigen Waldstücken am linken Hang auf die Teichmühle zu.
Auf diesem Stück mündet der längste seiner Zuflüsse, ein 2,2 km langer, am Rand des Weidenhofer Forstes entspringender Bach, der auf seinem Südlauf bei Garmersreuth und danach einige Teiche speist und abschnittsweise auch verdolt ist. Nach Passieren der Teichmühle, die an einem nicht ganz hektargroßen Mühlteich liegt, unterquert der Bach eine kleine Steinbrücke aus dem 18. Jahrhundert, auf der früher die Handelsstraße von Nürnberg nach Eger verlief. Weiter abwärts wird der Bach unter der Bundesstraße 303 durchgeführt, die der Röslau links folgt, gleich darauf auch noch unter der Bahnstrecke Nürnberg–Cheb und einer Kreisstraße von Marktredwitz nach Schirnding (WUN 18). Unterhalb einer isolierten Häuserzeile von Seußen mündet der Leimatbach von links auf etwa 473 m ü. NHN in die untere Röslau.
Der etwa 7,5 km lange Bach hat ein mittleres Sohlgefälle von etwa 15 ‰.

### Einzugsgebiet
Der Leimatbach hat ein Einzugsgebiet von etwa 12,4 km² Größe, das sich mit grob spindelförmiger Kontur ungefähr 7,4 km von der Abzweigung der St 2176 von der St 2186 im Thiersheimer Wald Salach nach Südosten bis zur Mündung in die Röslau erstreckt. An der weitesten Stelle hat es eine Breite von etwa 2,4 km. Die linke Wasserscheide an der Nordostseite grenzt erst an das Einzugsgebiet des Thiersbachs und weiter abwärts an das des Röthenbachs, die beide über den Flitterbach unterhalb des Leimatbaches in die Röslau entwässern. An der rechten Wasserscheide liegt im Bereich des Oberlaufs außen das Entwässerungsgebiet des Bibersbachs an, der vor dem Leimatbach der Röslau zufließt. Jenseits dieser Wasserscheide fließen in Richtung Mündung zwei namenlose Bäche bei Oberthölau zu; als letzter mündet der Peuntbach.
Die höchste Geländehöhe ist der Wartberg mit 628 m ü. NHN bei Wampen an der oberen linken Wasserscheide, an der rechten ihm gegenüber erreicht die flachere Kuppe im Waldgewann Gutwaldung nur etwa 610 m ü. NHN, was etwa auch die Höhe der mündungsfernen Spitze des Einzugsgebietes ist. Westlich des oberen Leimatbachs liegen große Waldflächen, insgesamt überwiegt aber die offene Flur im Einzugsgebiet.
Siedlungsplätze sind die Einöden Berthardsruhe und Kleehof nordwestlich und westlich der Quelle, die kleinen Dörfer Wampen, Putzenmühle und Leutenberg links am Oberlauf sowie Grafenreuth weiter oben an diesem Hang, die alle zum Markt Thiersheim gehören. Links des Unterlaufs, auf dem Gebiet der Kleinstadt Arzberg, liegen das Dorf Garmersreuth an einem Zufluss, die Einöde Teichmühle am Lauf und zuletzt ein halbes Dutzend isoliert vom Kirchdorf Seußen stehender Häuser mündungsnah auf dem linken Hang.

## Geologie
Der Leimatbach entspringt kambrischen Schichten des Fichtelgebirges, die auch seinen Oberlauf begleiten. Etwa am Richtungsknick bei Leutenberg wechselt er bis zur Mündung in den Seußener Redwitzit, einen grauschwarzen und feinkörnigen Tonalit, der früher zu Pflastersteinen verarbeitet wurde und aus dem man auch Grabmale herstellte.

### BayernAtlas („BA“)
Amtliche Online-Gewässerkarte mit passendem Ausschnitt und den hier benutzten Layern: Lauf und Einzugsgebiet des Leimatbachs

Allgemeiner Einstieg ohne Voreinstellungen und Layer: BayernAtlas der Bayerischen Staatsregierung (Hinweise)
1. 1 2 3 4 5 6  Höhe abgefragt auf dem Hintergrundlayer Amtliche Karte (Rechtsklick).
2. 1 2 3  Länge abgemessen auf dem Hintergrundlayer Amtliche Karte.
3. ↑  Einzugsgebiet abgemessen auf dem Hintergrundlayer Amtliche Karte.
4. ↑  Seefläche abgemessen auf dem Hintergrundlayer Amtliche Karte.
5. ↑  Geologie nach dem Layer Geologischen Karte 1:500.000.

### Sonstige
1. ↑  Bürgerbote (Memento des Originals vom 6. Februar 2016 im Internet Archive)  Info: Der Archivlink wurde automatisch eingesetzt und noch nicht geprüft. Bitte prüfe Original- und Archivlink gemäß Anleitung und entferne dann diesen Hinweis. vom 27. Februar 2016